# Scalpellum nymphocola
Scalpellum nymphocola är en kräftdjursart som beskrevs av Hoek 1883. Scalpellum nymphocola ingår i släktet Scalpellum och familjen Scalpellidae. Inga underarter finns listade i Catalogue of Life.